# Vingt-septième amendement de la Constitution des États-Unis
Le XXVIIe amendement de la Constitution des États-Unis interdit toute loi qui augmente ou diminue le salaire des membres du Congrès de la prise de fonction jusqu'à la fin du mandat de ses représentants. Proposition originellement faite le 25 septembre 1789 dans le deuxième article dans la Déclaration des Droits (Bill of Rights) de 1791, il n'est ratifié que le 5 mai 1992, (soit 202 ans, 7 mois et 11 jours, soit  74 002 jours)  ce qui en fait à la fois l'amendement le plus ancien mais aussi le plus récent à la Constitution américaine.
En effet, les conditions de révision de la Constitution américaine, prévues à l'article V, sont draconiennes.

## Texte
Le texte du vingt-septième amendement est le suivant :
« No law, varying the compensation for the services of the Senators and Representatives, shall take effect, until an election of Representatives shall have intervened. »
« Aucune loi modifiant la rémunération des services des Sénateurs et des Représentants n'entrera en vigueur, tant qu'une élection des Représentants n'aura pas eu lieu. »

## Historique et raison
Il est présenté le 8 juin 1789 par James Madison représentant alors la Virginie.

## Galerie de photos

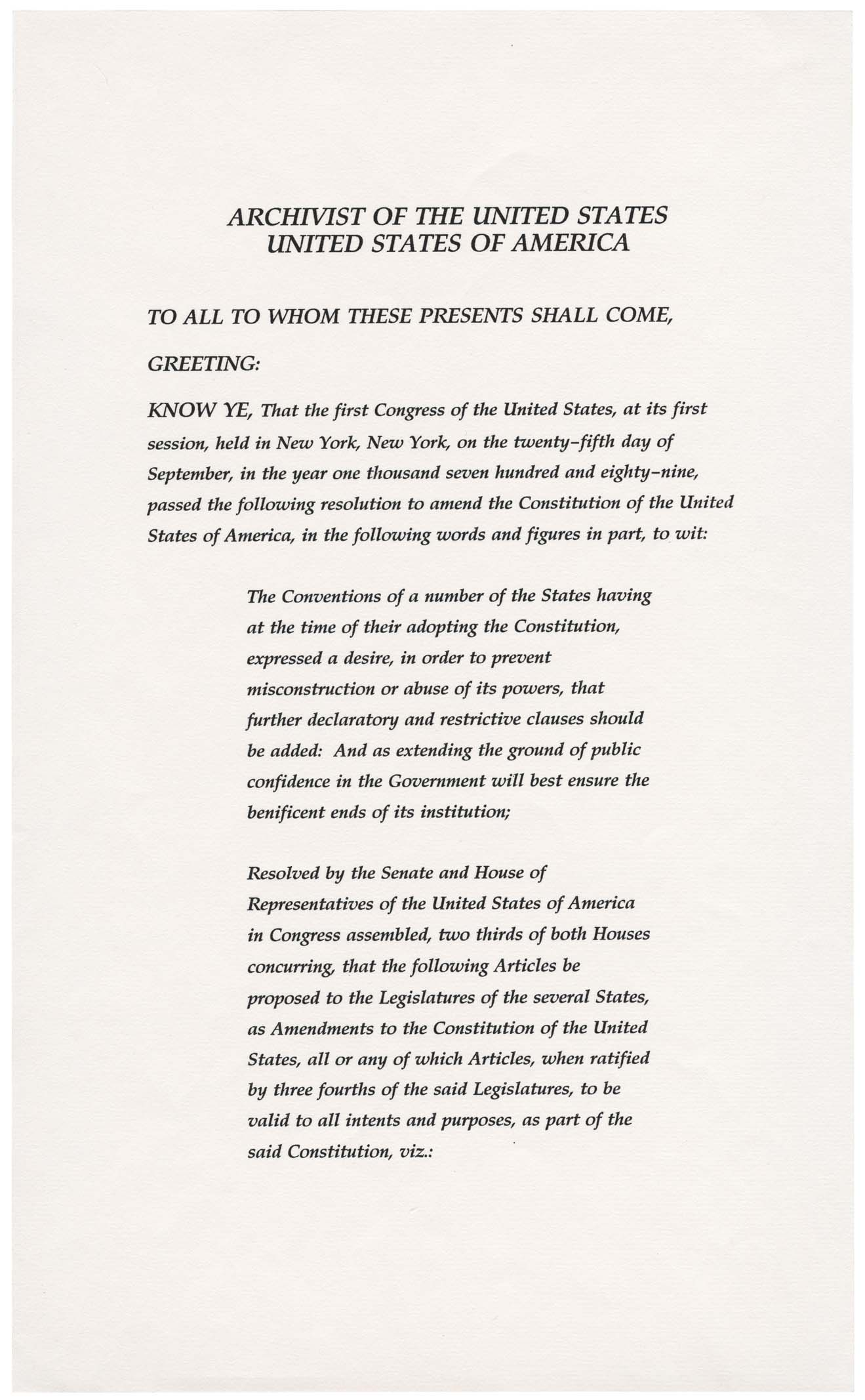
Page 1 du texte du XXVIIe amendement.
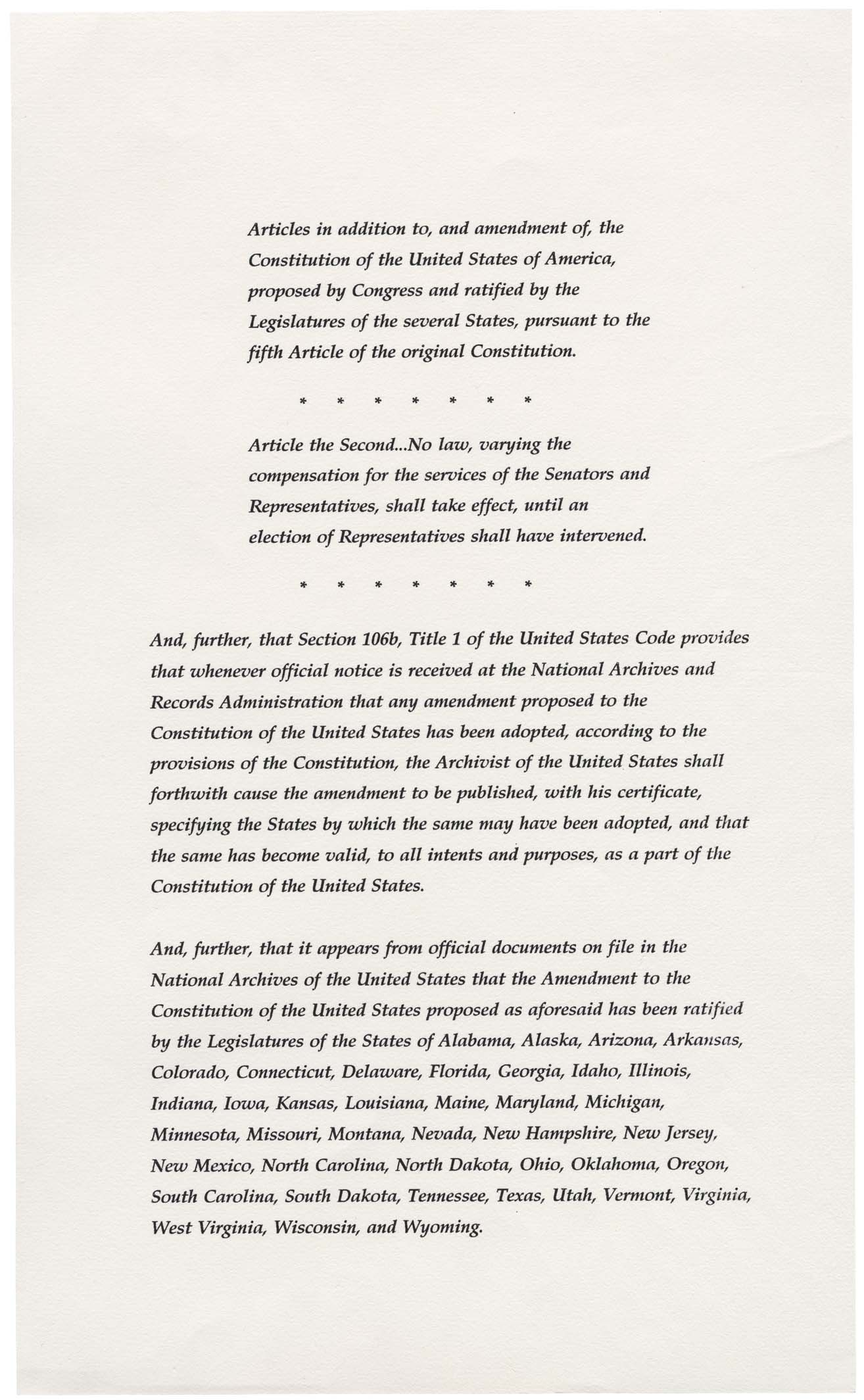
Page 2 du texte du XXVIIe amendement.
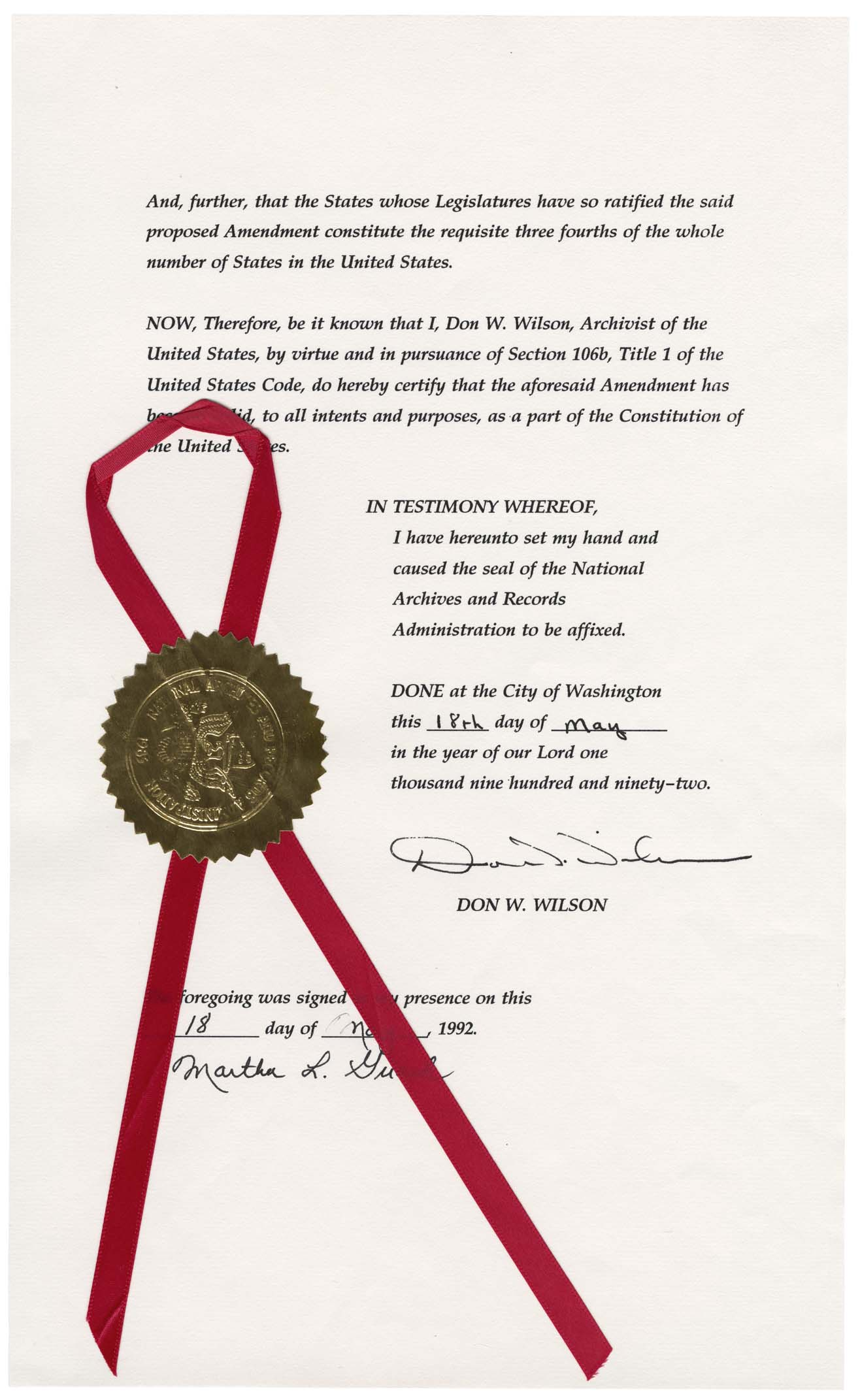
Page 3 du texte du XXVIIe amendement.